# Pánico de 1873

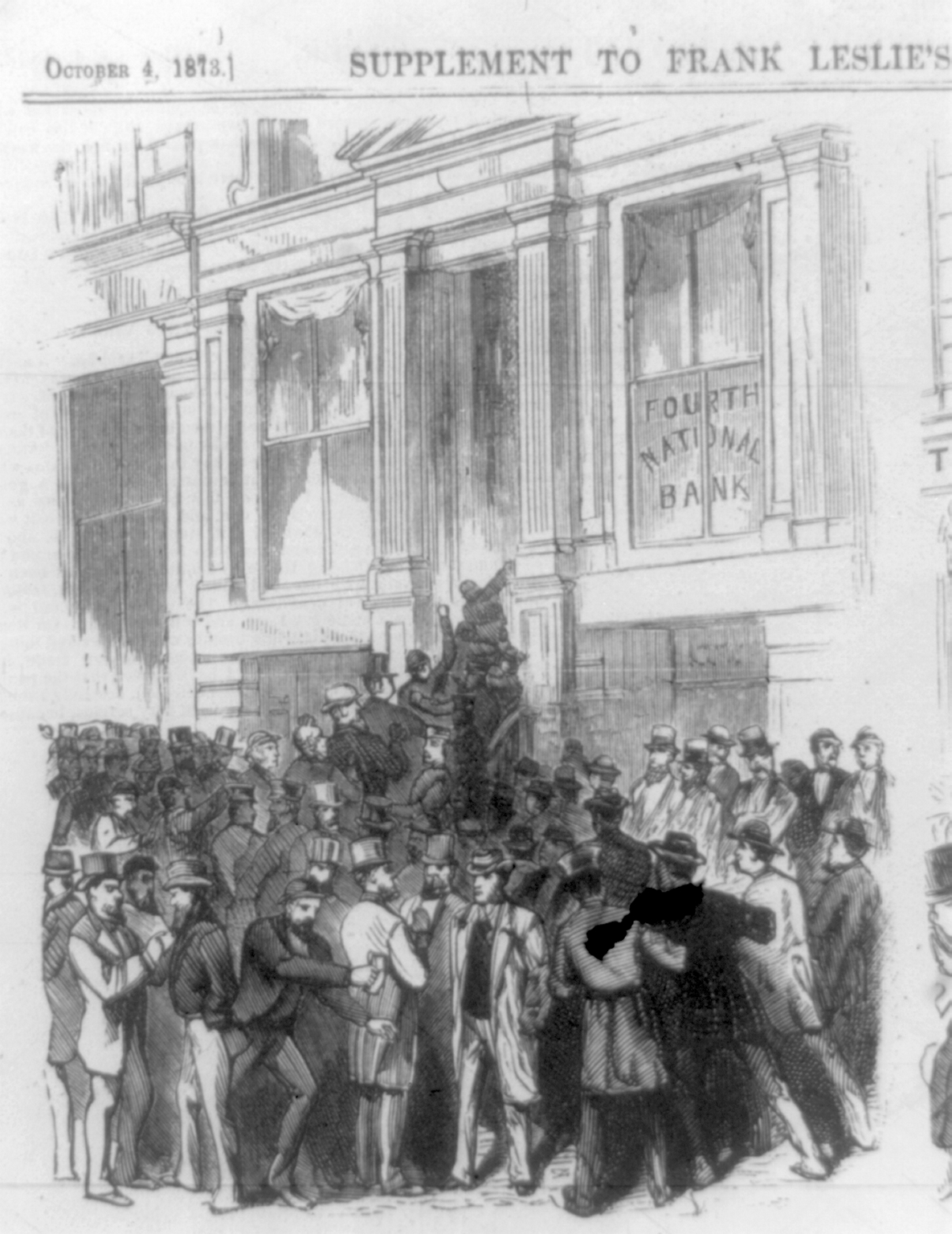
Pánico bancario del IV Banco Nacional en Nueva York durante 1873, ilustración de Frank Leslie para un periódico de la época.

El pánico de 1873 o crisis económica de 1873 es el nombre con el que se conoce a una ola de pánico económico en Estados Unidos por la quiebra de la entidad bancaria Jay Cooke and Company, de la ciudad de Filadelfia, el 18 de septiembre de 1873, junto a la previa caída de la Bolsa de Viena el 9 de mayo de 1873. Fue una de las series de crisis económicas que azotaron la vida económica de la última parte del siglo XIX y principios del XX. Supuso el inicio de una dura depresión económica de alcance global, conocida como la Gran Depresión de 1873 (en inglés: Long Depression, literalmente traducida como depresión prolongada), que perduró hasta el año 1879, coincidiendo con el inicio de la Segunda Revolución Industrial. Es la primera de las grandes depresiones o crisis sistémicas del capitalismo.

## Jay Cooke and Company y Northern Pacific Railway
En septiembre del año 1873, Jay Cooke & Company, una importante entidad financiera se vio incapaz de lograr la suscripción de bonos por importe de varios millones de dólares de la compañía ferroviaria Ferrocarril del Pacífico Norte. Cooke, como muchas otras entidades, había realizado importantes inversiones en el sector ferroviario. En un momento en que los bancos de inversión estaban necesitados de más capital para sus empresas; la política monetaria restrictiva del presidente Ulysses S. Grant de contraer la oferta monetaria empeoró la situación para las entidades que se encontraban fuertemente endeudadas. Mientras que las empresas se estaban expandiendo, los recursos que necesitaban para financiar ese crecimiento eran cada vez más escasos. 
En 1870, el Ferrocarril del Pacífico Norte (Northern Pacific Railway) encargado de la construcción del segundo ferrocarril transcontinental de Estados Unidos, tenía, como agente financiero exclusivo de sus bonos a Cooke & Company. Cooke tuvo dificultades para vender estos bonos entre los inversores y terminó con el control de una participación del 75 por ciento en la empresa, excesivo para el banco. Cuando esta participación se hizo pública, los inversores comenzaron a retirar dinero de Cooke & Company. El 18 de septiembre, la empresa se declaró en bancarrota. La línea del Pacífico Norte no se completó hasta 1883 por el financiero Henry Villard.

## Consecuencias
- La agricultura europea sufrió en muchos países la competencia de productos (cereales, lana) más baratos que llegaban desde Ultramar, a bordo de transportes cada vez más baratos.
- Marcó el fin del período de supremacía económica británica y de la expansión basada en el algodón, el carbón, la siderurgia y el ferrocarril.
- El descubrimiento y difusión de nuevas fuentes de energía (electricidad y petróleo), nuevas técnicas (motores de combustión, dinamos eléctricas, radio), nuevos sectores industriales (química y electricidad) o nuevas formas de organización de la industria (cárteles o trust) permitieron a algunos países salir de la crisis en mejores condiciones e iniciar una Segunda Revolución Industrial. El imperialismo -la expansión económica y militar de Europa en otros continentes- será otra de las vías para tratar de superar la crisis.
- Se quebró el monopolio industrial inglés al aparecer otros países industrializados que competían en el mercado internacional.
- El mercado se saturó por la superproducción y la caída de los precios de los productos industriales, provocando deflación.
- Surgimiento de Estados Unidos como potencia económica.
- La abundancia de máquinas hace caer los costes laborales, agudizándose los conflictos sociales y se desarrolló fuertemente el sindicalismo ante los frecuentes abusos patronales: largas jornadas, trabajo infantil y femenino, condiciones insalubres y paro. El auge del sindicalismo corrige el desequilibrio social del capitalismo y facilita el desarrollo de la Segunda Revolución Industrial.
- El gran momento del librecambio –entre las décadas de 1850 a 1870- fue efímero, Esta crisis es una crisis del mercado, que hasta entonces no estaba regulado, y surge el Proteccionismo. Vuelven los privilegios y los monopolios.